# Lígur antic
|  | No s'ha de confondre amb Llengua lígur. |

L'idioma lígur és el terme que s'aplica a les llengua o llengües parlades pels antics lígurs en el sud de França i part occidental del nord d'Itàlia.
D'aquesta llengua es coneixen sobretot topònims i antropònims, molts amb el sufix -asca o -asco. Les poques dades que ens n'han arribat no permeten afirmar amb certesa si va ser una llengua indoeuropea o preindoeuropea. De fet, de vegades hom la considera pre-indoeuropea amb una forta influència indoeuropea, especialment de les llengües cèltiques (gal i lepòntic) i itàliques, superposant-se a l'idioma original.

## La hipòtesi del ligur com a llengua cèltica
Xavier Delamarre sosté que el ligur va ser una llengua cèltica, similar al gal però no idèntica. Aquesta conclusió es basa en dos arguments.
En primer lloc, el topònim ligur Genua (actual Gènova, situat prop de la desembocadura d'un riu), es derivaria segons Delamarre del PEU * genu-, "mandíbula". Molts idiomes indoeuropeus utilitzen la paraula boca per indicar la desembocadura d'un riu en el mar o en un llac, però només en goidèlic el PEU * genu- significa boca. A més de Gènova, que es considera Ligur, aquest terme també es troba en Genava (actual Ginebra), que podria ser d'origen gal, situat en una altra desembocadura. No obstant això, Genua i Genava podria derivar d'una altra arrel indoeuropea amb la forma * genu-, que significa "genoll".
El segon punt de Delamarre es basa en un esment que Plutarc fa (en La vida de Mario 10, 5-6, de les Vides paral·leles) d'un esdeveniment ocorregut durant la batalla de Aquae Sextae en el 102 aC quan els ambrons (una tribu de possible filiació cèltica) va començar a cridar "Ambros" com el seu crit de batalla; les tropes lígurs aliades dels romans, en sentir aquest crit, van trobar que era el mateix endònim que ells empraven per a si mateixos (outôs kata genos onomazousi Lliguis).
La qüestió cèltic-ligur també és discutida per Barruol (1999).

## La hipòtesi del lígur com a llengua no-indoeuropea
Delamarre evidencia un risc de raonament circular: si es creu que els lígurs no eren d'origen cèltic, i si molts topònims i endònims que molts autors clàssics sostenen que són lígurs semblen ser cèltics, no és correcte descartar tots aquells celtes quan es reuneixen els termes lígurs i usar aquest corpus publicat per demostrar que el lígur era una llengua no cèltica i fins i tot no indoeuropea.
No obstant això, Estrabó afirma que:
Heròdot (5,9) escriu que siginins significa 'venedors ambulants' entre els lígurs que vivien entorn de Massalia (avui Marsella), una paraula que recorda la de sèquans, població celtigal·la que en època de Juli Cèsar es trobava al Franc Comtat i a Borgonya, 450 km al nord de Marsella. Heròdot també recorda el poble dels siginins, establert al llarg del Danubi.